# Calle de Lepanto (Madrid)
La calle de Lepanto es una vía pública de la ciudad española de Madrid, situada en el barrio de Palacio, distrito Centro.

## Descripción
La vía conecta la plaza de Ramales con la de Oriente. Recuerda con el título la batalla de Lepanto, en la que la Liga Santa derrotó al Imperio otomano. Aparece descrita en Las calles de Madrid (1889) de Hilario Peñasco de la Puente y Carlos Cambronero con las siguientes palabras:

Lepanto. Entre la calle de Vergara y la plaza de Oriente. Es de apertura moderna. A Felipe II cúpole la suerte honrosísima de vencer á los turcos, unido con el Papa y Venecia, costeando por sí la mitad de todo cuanto se gastó en la armada de estas tres potencias: dió la dirección y nombró por jefe de la escuadra á su hermano D. Juan de Austria, que con 200 galeras y 50.000 infantes, en 1571, derrotó á los turcos en el golfo de Lepanto.
(Peñasco de la Puente y Cambronero, 1889, p. 297)